# Накопичувач (шаблон проєктування)
Накопичувач (англ. Collecting Parameter) — шаблон проєктування, який пропонує накопичувати повідомлення про стан об'єкту.

## Реалізація
Нехай, необхідно показувати повідомлення про зміну стану об'єкту. Оскільки наперед не відомо середовище розгортання даного об'єкту, накопичуватимемо повідомлення в пам'яті, а відповідальність відображення реалізуємо в залежності від середовища. 
```
typedef
 
vector
<
string
>
 
CollectingParameter
;

struct
 
Filler

{

    
void
 
f
(
CollectingParameter
&
 
cp
)

    
{

        
cp
.
push_back
(
"accumulating"
);

        
// Do something else

    
}

    

    
void
 
g
(
CollectingParameter
&
 
cp
)

    
{

        
cp
.
push_back
(
"items"
);

        
// Do something else

    
}

    

    
void
 
h
(
CollectingParameter
&
 
cp
)

    
{

        
cp
.
push_back
(
"as we go"
);

        
// Do something else

    
}

};

void
 
main
()

{

    
Filler
 
filler
;

    
CollectingParameter
 
cp
;

    
filler
.
f
(
cp
);

    
filler
.
g
(
cp
);

    
filler
.
h
(
cp
);

    

    
// вивід повідомлень залежить від середовища, наприклад, у консоль

    
// вебсервер міг би показувати дані у вигляді сторінки, тощо

    
for
 
(
vector
<
string
>::
iterator
 
it
 
=
 
cp
.
begin
();
 
it
 
!=
 
cp
.
end
();
 
++
it
)

    
{

        
cout
 
<<
 
*
it
 
<<
 
' '
;

    
}

}

```

Даний шаблон може бути корисний, коли необхідно виконати відкладену валідацію.
```
public
 
class
 
HomeController

{

    
public
 
ActionResult
 
Index
(
string
 
value
)

    
{

        
if
(
string
.
IsNullOrEmpty
(
value
))

        
{

            
ModelState
.
AddModelError
(
"value"
,
 
"There is something wrong with value."
);

        
}

        

        
.
 
.
 
.

        
IEnumerable
<
ModelError
>
 
allErrors
 
=
 
ModelState
.
Values
.
SelectMany
(
v
 
=>
 
v
.
Errors
);

        
.
 
.
 
.

    
}

}

```

Одна із різновидностей цього шаблону передбачає для накопичення повідомлень використовувати властивості, а не структуру даних.